# Viksstranden
Viksstranden (fi. Viikinranta) är en stadsdel i Ladugårdens distrikt i Helsingfors stad.
Viksstranden ligger vid Gammelstadsfjärden på östra sidan om Vanda ås mynning. Största delen av Viksstranden upptas av Viks naturskyddsområde. Man håller på att uppföra nya bostadshus längs med Viksvägen där det också finns några industribyggnader. Enligt delgeneralplanen från mars 2024 skall småindustriområdet flyttas till Lahtisleden när bostadsområdet byggs ut.